# 伊川谷自動車学院
伊川谷自動車学院（いかわだにじどうしゃがくいん）は兵庫県神戸市西区にある兵庫県公安委員会指定の教習所。
グループ校（平和グループ）には平和台自動車学院、六甲アイランドカースクール、リックスプロカースクールがある。

## 所在地
〒651-2104 兵庫県神戸市西区伊川谷町長坂876

## 取扱免許

### 普通免許
- 普通車MT
- 普通車AT

### 自動二輪
- 大型二輪
- 普通二輪
- AT普通二輪
- AT小型二輪

## 車両
教習用車両
- 普通車： トヨタ・コンフォート
- 大型二輪車：HONDA（NC750L）
- 普通二輪車：HONDA（ホンダ・CB400）
- 普通二輪AT車：HONDA(シルバーウイング)
- 小型AT車:HONDA(ホンダ・スペイシー)

## その他教習
- 普通自動車AT限定解除